# بالاگوئر
بالاگوئر (به اسپانیایی: Balaguer) یک شهرستان در اسپانیا است که در استان لریدا واقع شده‌است.

## خصوصیات
بالاگوئر ۵۷٫۳۲ کیلومترمربع مساحت و ۱۶٬۷۷۹ نفر جمعیت دارد و ۲۳۳ متر بالاتر از سطح دریا واقع شده‌است.